# Flissa

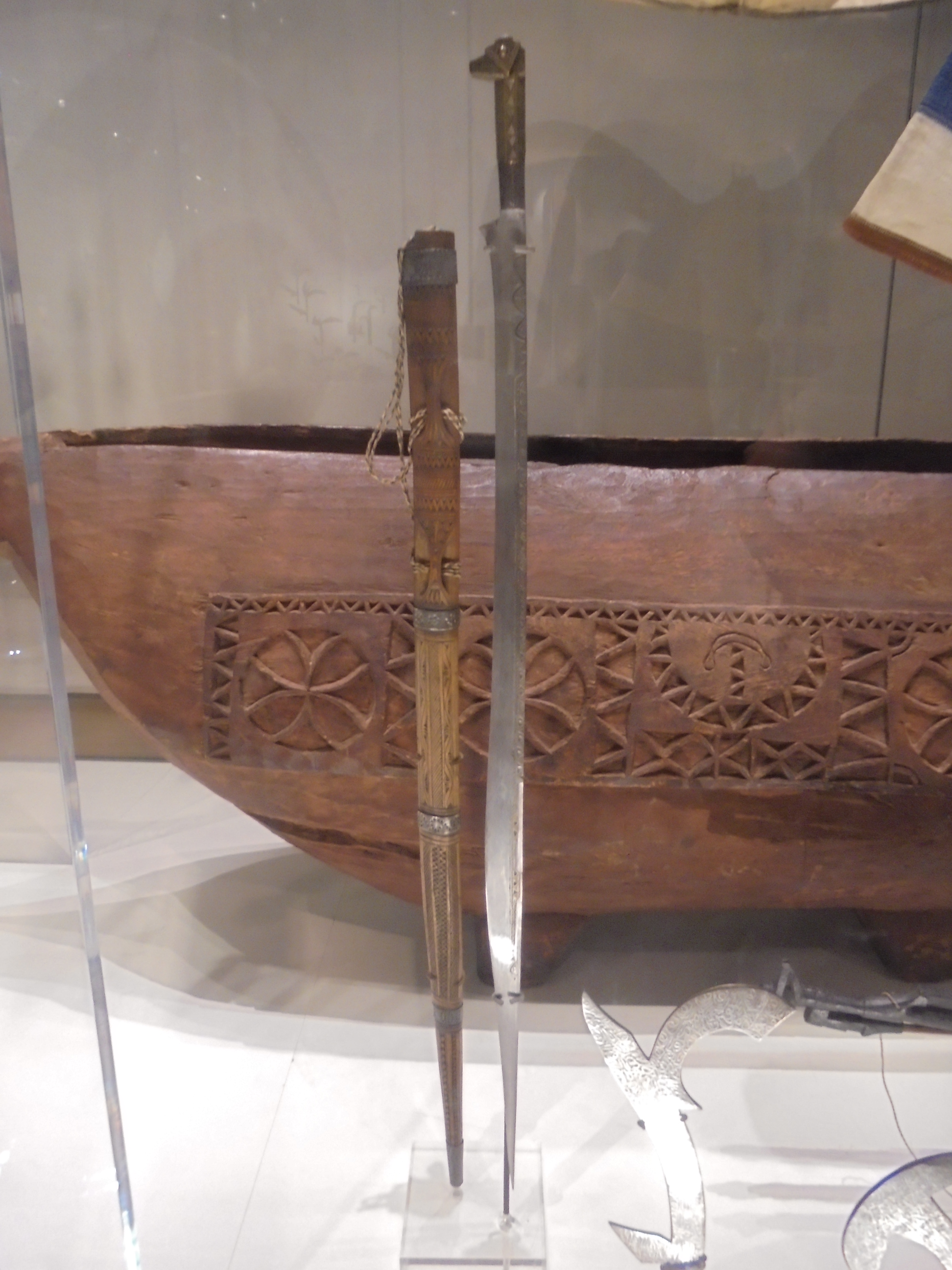
Una flissa al Museu Britànic.

Una Flissa o Flyssa és una espasa o sabre tradicional dels cabilencs, tribu amazic d'Algèria. Té una gran similitud amb el yatagan otomà, del qual és un descendent.
Segons la mesura de la fulla es poden considerar espases o dagues, ja que la longitud varia de 30 a 97 cm. La seva finalitat era travessar les armadures de malla que encara es feien servir encara en aquesta part de món.